# Dexing Manzu Xiang
Dexing Manzu Xiang (kinesiska: 德兴满族乡, 德兴) är en socken i Kina. Den ligger i provinsen Liaoning, i den nordöstra delen av landet, omkring 160 kilometer nordost om provinshuvudstaden Shenyang. Antalet invånare är 7984. Befolkningen består av 3 855 kvinnor och 4 129 män. Barn under 15 år utgör 12,0 %, vuxna 15-64 år 79 %, och äldre över 65 år 7,0 %.
Genomsnittlig årsnederbörd är 1 072 millimeter. Den regnigaste månaden är augusti, med i genomsnitt 241 mm nederbörd, och den torraste är januari, med 10 mm nederbörd.